# Ormosia emarginata
Ormosia emarginata là một loài thực vật có hoa trong họ Đậu. Loài này được (Hook. & Arn.) Benth. miêu tả khoa học đầu tiên.